# Muricella tenera
Muricella tenera is een zachte koraalsoort uit de familie Acanthogorgiidae. De koraalsoort komt uit het geslacht Muricella. Muricella tenera werd in 1884 voor het eerst wetenschappelijk beschreven door Ridley. 